# Lijst van spelers van Chicago Fire
Deze lijst omvat voetballers die bij de Amerikaanse voetbalclub Chicago Fire Soccer Club spelen of gespeeld hebben. De spelers zijn alfabetisch gerangschikt.

## A
- David Accam
- Adaílton
- Alex
- Quincy Amarikwa
- Juan Luis Anangonó
- Jalil Anibaba
- Chris Armas
- Yazid Atouba

## B
- Mike Banner
- Orr Barouch
- Chad Barrett
- DaMarcus Beasley
- Pascal Bedrossian
- Austin Berry
- Cuauhtémoc Blanco
- Carlos Bocanegra
- Corben Bone
- Tenywa Bonseu
- Alexandre Boucicaut
- C.J. Brown
- Scott Buete
- Jon Busch

## C
- Samuel Caballero
- Jorge Campos
- Craig Capano
- Calen Carr
- Nery Castillo
- Denny Clanton
- Greg Cochrane
- Răzvan Cociș
- Wilman Conde
- D. J. Countess
- Jeff Curtin
- Jim Curtin
- Hugo Cuypers

## D
- Stefan Dimitrov
- Hollis Donaldson
- Patrick Doody
- Jhon Durán
- Andrew Dykstra

## E
- Robert Earnshaw
- Jökull Elísabetarson

## F
- Shaun Francis
- Tomasz Frankowski
- Floyd Franks

## G
- Dan Gargan
- Eric Gehrig
- Kelly Gray
- Leonard Griffin
- Iván Guerrero
- Kellen Gulley
- Diego Gutierrez

## H
- Ty Harden
- Andy Herron
- Baggio Husidic

## I
- Patrick Ianni
- Sumed Ibrahim
- Zak Ibsen
- Kennedy Igboananike

## J
- Nate Jaqua
- Omar Jarun
- Richard Jata
- Collins John
- Will John
- Ryan Johnson
- Sean Johnson
- Will Johnson
- Joevin Jones
- Benji Joya
- Hunter Jumper

## K
- Kai Kasiguran
- Tyler Kettering
- Thabiso Khumalo
- Brendan King
- Stephen King
- Steven Kinney
- Frank Klopas
- Roman Kosecki
- Dema Kovalenko
- Krzysztof Krol
- Lubos Kubik

## L
- Manny Lagos
- Fredrik Ljungberg
- Peter Lowry
- Igor Lozo

## M
- Sherjill Mac-Donald
- Mike Magee
- David Mahoney
- Justin Mapp
- Líder Mármol
- Jesse Marsch
- Julio Enrique Martínez
- Brian McBride
- Bruno Menezes
- Jerson Monteiro
- Jared Montz

## N
- Nick Noble
- Piotr Nowak
- Patrick Nyarko

## O
- Dominic Oduro
- William Olivera

## P
- Marco Pappa
- Logan Pause
- Orlando Perez
- Matt Pickens
- Victor Pineda
- Brian Plotkin
- Jerzy Podbrożny
- Matt Polster
- Guly do Prado
- Brandon Prideaux

## R
- Damani Ralph
- Rafael Ramos
- Ante Razov
- Ľubomír Reiter
- Henry Ring
- Bratislav Ristic
- Chris Ritter
- Dasan Robinson
- Chris Rolfe
- David Roth
- Jordan Russolillo

## S
- Tony Sanneh
- Maicon Santos
- Bastian Schweinsteiger
- Gonzalo Segares
- Dipsy Selolwane
- Harrison Shipp
- David Sias
- Tom Soehn
- Mike Sorber
- Bakary Soumaré
- Michael Stephens
- Jack Stewart
- Hristo Stoichkov
- Greg Sutton

## T
- Osei Telesford
- Thiago Gaucho
- Wells Thompson
- Zach Thornton
- John Thorrington

## U
- Deris Umanzor

## V
- Michael Videira

## W
- Paulo Wanchope
- Tim Ward
- Austin Washington
- Matt Watson
- Kwame Watson-Siriboe
- Evan Whitfield
- Andy Williams
- Josh Wolff
- John Wolyniec
- Daniel Woolard
- Eric Wynalda